# スパッヒ級駆逐艦
| スパッヒ級駆逐艦       | スパッヒ級駆逐艦                                                       |
| ---------------------- | ---------------------------------------------------------------------- |
| 竣工時の「マムリュク」 |                                                                        |
| 艦級概観               |                                                                        |
| 艦種                   | 駆逐艦                                                                 |
| 艦名                   |                                                                        |
| 前級                   | ブランルバ級                                                           |
| 次級                   | ヴォルティジュール級                                                   |
| 性能諸元               |                                                                        |
| 排水量                 | 常備：530トン 満載：550トン                                            |
| 全長                   | 64.6m                                                                  |
| 全幅                   | 6.05m                                                                  |
| 吃水                   | 2.3m                                                                   |
| 機関                   | ノルマン式石炭専焼水管缶4基 +3段膨張式レシプロ機関2基2軸推進           |
| 最大出力               | 9,000shp                                                               |
| 速力                   | 28.0ノット                                                             |
| 航続距離               | 10ノット/1,400海里                                                     |
| 燃料                   | 石炭：95トン                                                           |
| 乗員                   | 77名                                                                   |
| 兵装                   | 6.5cm（50口径）単装速射砲6基 45cm連装魚雷発射管1基&同単装魚雷発射管1基 |

スパッヒ級駆逐艦（すぱっひきゆうくちくかんClasse Spahi）はフランス海軍が第一次世界大戦前に就役させた駆逐艦の艦級である。

## 概要
本級はフランス海軍が自国の通商保護のために建造したクラスで1906年度計画で7隻が建造された。その設計は前級である「ブランルバ級」の改良型で、ボイラー数が増加したために外観上の違いは2本煙突から4本煙突となった。

## 艦形

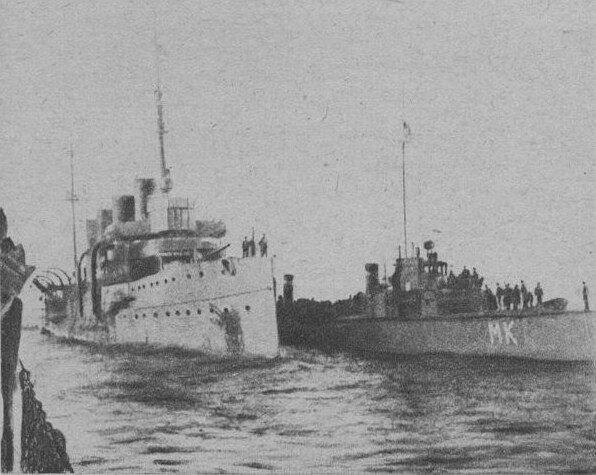
第一次大戦中に船団護衛にあたるスパッヒ級駆逐艦「マムリュク」。左側の巡洋艦は「シャトールノー」。

本級は乾舷の低い平甲板型船体であった。切り立った艦首から艦首甲板上に上部構造物を設け、そこに1番6.5cm速射砲を単装砲架で1基を配置、その背後に測距儀を載せた露天の艦橋を基部として簡素な単脚式の前部マストが立つ。船体中央部に4本煙突が立つが、ボイラー配置が缶室分離配置を採っているために2番煙突と3番煙突の間が前後に大きく離されており、そこに45ｃｍ魚雷発射管を単装1基と連装1基の計3門を配置していた。
顕著に放されていた。その周囲は艦載艇置き場となっており、2本1組のボート・ダビッドが片舷1基ずつ計2基で運用された。舷側甲板上に2～5番6.5cm速射砲を片舷2基ずつ配置した。後部甲板上に上部構造物が設けられ、そこに6番6.5cm速射砲が後ろ向きに1基配置された。

## 同型艦
- スパッヒ（Spahi）

F C de la Méditerranée社ラ・セーヌ造船所にて1906年5月起工、1908年5月3日進水、1910年7月就役。1927年12月に解体処分
- ユサール（Hussard）

ロワール社ナント造船所にて1906年起工、1908年12月9日進水、1911年9月就役。1922年3月に解体処分。
- カラビニエール（Carabinier）

ペノエ社サン・ナゼール造船所にて1906年起工、1908年10月10日進水、1909年10月就役。1918年11月に解体処分。
- ランクスネー（Lansquenet）

ボルドー造船所にて1907年起工、1909年11月20日進水、1910年10月就役。1928年12月に解体処分。
- マムリュク（Mameluk）

ロワール社ナント造船所にて1907年起工、1909年3月10日進水、1911年6月就役。1928年12月に解体処分。
- エンサーニュ・アンリ（Enseigne Henry）

ロシュフォート1910年起工、1911年5月21日進水、1912年4月就役。1928年6月に解体処分。
- アスピラン・エルベ（Aspirant Herber）

ロシュフォート1910年起工、1911年5月進水、1912年8月就役。1930年7月に解体処分。

## 参考書籍
- 「Conway All The World's Fightingships 1906–1921」（Conway）

## 参考リンク
- SPAHI class 本級の説明のあるページ。
- Spahi Class 本級の写真のあるページ。